# Municipio de Tecalitlán
El municipio de Tecalitlán es un municipio del estado de Jalisco, México. Se localiza en la Región Sureste del estado. Su nombre proviene del náhuatl y significa  "Junto a las casas de piedra", su extensión territorial es de 1326.44 km². Según el II Conteo de Población y Vivienda, el municipio tiene 16,705 habitantes y se dedican principalmente al sector primario.
Está ubicada en el corazón de la región donde la música del mariachi fue desarrollada, el exponente más popular de ese género es el Mariachi Vargas de Tecalitlán.

## Toponimia
La palabra Tecalitlán, se forma de los vocablos náhuatl "tetl" (piedra), "cálli" (casa) y "tlan" (entre); por lo tanto, significa: "Junto a las casas de piedra".

## Historia
Esta región fue conquistada por Cristóbal de Olid y Juan Rodríguez de Villafuerte a principios de 1522, cuando fueron enviados por Hernán Cortés a explorar el occidente de México. En 1524 llegó Francisco Cortés de San Buenaventura. Las tierras en donde se asienta la población pertenecieron a Jilotlán. En 1737 vivían unos cuantos aborígenes en el pueblito de Tecalitlán, que entonces se hallaba al oriente del cerrito de la Cruz. Ese año se avecindaron algunas familias de españoles y los indígenas les rentaron tierras que en 1774 fueron denunciadas como realengas.
El actual Tecalitlán lo fundó el comandante y capitán Miguel Ponce de León, alcalde de Colima, el 6 de diciembre de 1776. Le puso el nombre de Valle de Nuestra Señora de Guadalupe de Tecalitlán. 
En 1781 se le concedió el título de pueblo con cuatro leguas de fundo legal. Mientras en algunas púlpitos se condenaba el movimiento de la Independencia, originando la consiguiente represalia de los insurgentes, el párroco José María Arzac formó un ejército realista con 400 soldados para perseguir a los insurrectos. Estos reaccionaron en forma violenta. 
En 1815 un capitán se atrincheró en el pueblo y se cometieron graves excesos. El templo fue saqueado, y destruido el archivo parroquial. Arzac fue párroco del poblado de 1808 a 1814. En la presidencia municipal está el libro original de la fundación de Tecalitlán en 1774.
Se desconoce el decreto que creó este municipio, pero ya existía desde 1828, y el decreto del 13 de marzo de 1828 habla de su existencia; en 1825 ya tenía ayuntamiento, perteneciendo al 4° cantón de Sayula hasta 1870 en que pasó a depender del 9° cantón de Zapotlán el Grande.

## Geografía física

### Ubicación
Tecalitlán se localiza al sureste de Jalisco, en las coordenadas 18°58′0″ a 19°34′30″ de latitud norte y 102°59′45″ a 103°23'10" de longitud oeste; a una altitud de 1,600 metros sobre el nivel del mar.
El municipio colinda al norte con el municipio de Tuxpan, municipio de Zapotiltic, municipio de Tamazula de Gordiano y el municipio de Jilotlán de los Dolores; al este con el municipio de Jilotlán de los Dolores y el estado de Michoacán; al sur con el estado de Michoacán y el municipio de Pihuamo; al oeste con los municipios de Pihuamo y Tuxpan.

### Topografía
En general su superficie está conformada por zonas planas (60%), casi una tercera parte son zonas semiplanas (28%) y el resto son zonas accidentadas (12%). Se encuentran algunos cerros, como: El Perico, El Tigre, El Espinazo del Diablo, La Zorra, El Cerrito de la Cruz y La Santa Cruz.

#### Suelo
El territorio está constituido por terrenos del periodo terciario. La composición de los suelos es de tipos predominantes luvisol crómico, cambisol éutrico y feozem háplico. El municipio tiene una superficie territorial de 132,644 hectáreas, de las cuales 6,407 son utilizadas con fines agrícolas, 37,200 en la actividad pecuaria, 79,055 son de uso forestal, 147 son suelo urbano y 7,382 hectáreas tienen otro uso, no especificándose el uso de 2,453. En lo que a la propiedad se refiere, una extensión de 111,369 hectáreas es privada y otra de 18,822 es ejidal; no existiendo propiedad comunal. De 2,453 hectáreas no se especifica el tipo de propiedad.

### Hidrografía
Este municipio se encuentra entre las cuencas de los ríos Tuxpan o Coahuayana y Grande de Tepalcatepec, surcándoles además los ríos Tecalitlán, Belén y Ahuijuillo. También cuenta con los arroyos de temporal La Campana y Las Higueras, además de un gran número de presas, siendo la más importante la de Mendoza, El Cueruro, El Capulín, El Salto y El Limón.

### Clima
El clima es semiseco, con otoño, invierno y primavera secos, y semicálido, sin cambio térmico invernal bien definido. La temperatura media anuales de 22 °C, con máxima de 30.2 °C y mínima de 13.5 °C. El régimen de lluvias se registra entre los meses de julio y agosto, contando con una precipitación media de 730 milímetros. El promedio anual de días con heladas es de 45.4.

### Flora y fauna
Su flora se compone básicamente de cedro, caoba, granadilla, rosa morada, pino, encino, roble, hozote, guásima, mezquite y huizache. La fauna se compone del tigrillo, la pantera, el mono, el zorro, el coyote, el venado, el conejo, el zorrillo, el armadillo, aves y reptiles.

## Demografía

### Localidades
En el censo de 2020 el municipio de Tecalitlán contaba con 146 localidades.
| Código INEGI      | Localidad         | Población (2020) |
| ----------------- | ----------------- | ---------------- |
| 140870001         | Tecalitlán        | 13 243           |
| Otras localidades | Otras localidades | 3 462            |
| Total municipal   | Total municipal   | 16 705           |

## Economía

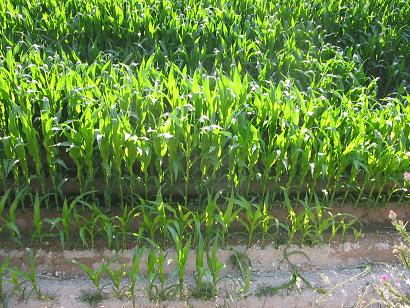
Se cultiva maíz en el municipio.

El 40.40% de los habitantes se dedica al sector primario, el 17.71% al sector secundario, el 39.55% al sector terciario y el resto no se específica. El 31.28% se encuentra económicamente activa. Las principales actividades económicas son:  agricultura, ganadería, servicios e industria.
- Agricultura: se cultiva maíz, frijol, hortalizas y caña de azúcar. Además de árboles frutales como el mango y el durazno.

- Ganadería: se cría ganado bovino, porcino, caprino y equino. Además de aves y colmenas.

- Industria: destaca la industria azucarera.

- Turismo: posee atractivos arquitectónicos.

- Comercio: cuenta con restaurantes, mercado y tiendas. Predomina la venta de productos de primera necesidad y los comercios mixtos que venden artículos diversos.

- Servicios: se prestan servicios profesionales, técnicos, comunales, sociales, turísticos, personales y de mantenimiento.

- Explotación forestal: se explota el pino.

- Minería: existen yacimientos de manganeso, barita y ópalo.

## Infraestructura
- Educación

El 86.80% de la población es alfabeta, de los cuales el 27.96% ha terminado la educación primaria. El municipio cuenta con 16 preescolares, 57 primarias, 3 secundarias y 2 centros de capacitación para el trabajo. Cuenta con 1 Preparatoria de la UdeG.
- Salud

La atención a la salud es atendida por la Secretaría de Salud del estado, el Instituto Mexicano del Seguro Social, el Instituto de Seguridad y Servicios Sociales de los Trabajadores del Estado, la Cruz Roja y médicos particulares. El Sistema para el Desarrollo Integral de la Familia (DIF) se encarga del bienestar social.
- Deporte

Cuenta con centros deportivos, en los que se practica: fútbol, basquetbol, atletismo y voleibol. Además cuenta con centro culturales, plaza, cine, palenque, museo, parques, lienzo charro, plaza de toros, jardines y biblioteca.
- Vivienda

Cuenta con 4,012 viviendas, las cuales generalmente son privadas. El 93.44% tiene servicio de electricidad, el 80.08% tiene servicio de drenaje y agua potable. Su construcción es generalmente a base de adobe, concreto y tabique.
- Servicios

El municipio cuenta con servicios de agua potable, alcantarillado, alumbrado público, mercados, rastro, cementerios, vialidad, aseo público, seguridad pública, parques, jardines y centros deportivos.
El 89.7% de los habitantes disponen de agua potable; el 85.1% de alcantarillado y el 88.7% de energía eléctrica.
- Medios y vías de comunicación

Cuenta con servicio de correo, fax, telégrafo, teléfono, servicio de radiotelefonía y señal de radio y televisión. La transportación terrestre se efectúa a través de la carretera Guadalajara-Tecalitlán-Pihuamo. Cuenta con una red de carreteras rurales que comunican las localidades; la transportación se realiza en autobuses públicos o vehículos de alquiler y particulares. Además cuenta con una aeropista, en la cual recibe avionetas.

## Demografía
Según el II conteo de población y vivienda, el municipio tiene 16,042 habitantes, de los cuales 7,697 son hombres y 8,345 son mujeres; el 0.38% de la población son indígenas.
| 17,287                      | 18,000 | 18,047 | 16,042 | 16,042 |
| (Fuente: INEGI [Consultar]) |        |        |        |        |

### Religión
El 98.39% profesa la religión católica, también hay creyentes de los Testigos de Jehová, Adventistas del Séptimo Día, protestantes y creyentes de otras religiones. El 0.18% de los habitantes ostentaron no practicar religión alguna.

## Cultura

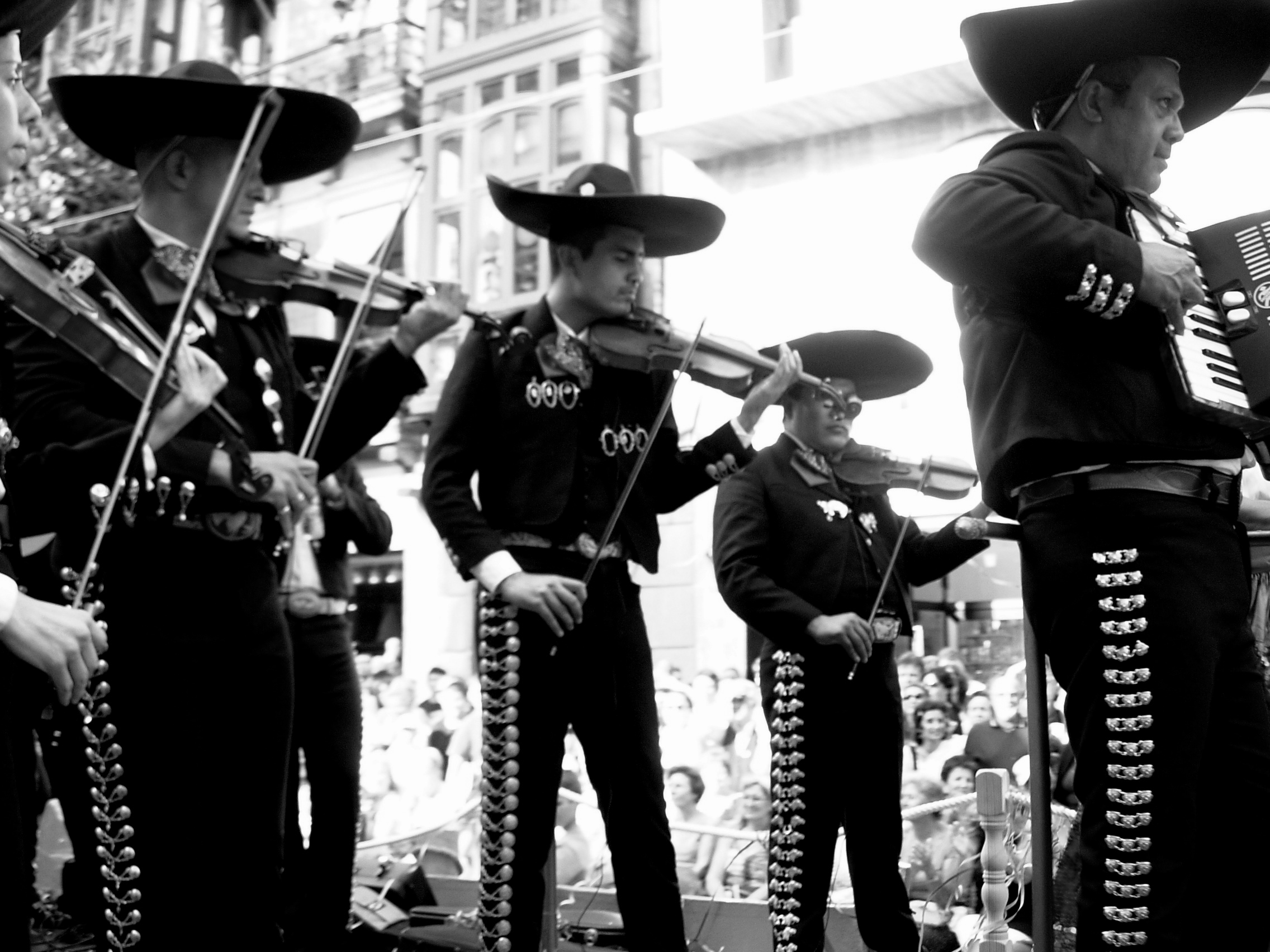
Mariachi.

El Mariachi Vargas de Tecalitlán (fundado en 1897 por el maestro Gaspar Vargas) es el exponente más importante de la cultura del municipio, con su música le han dado fama internacional a este poblado.
Además del mariachi de este pueblo han salido varios grupos musicales tales como el grupo Zarko que fue fundado por Miguel Ángel Mora Martínez, también el Tecali Show, grupo Cache que dieron buena música en las fiestas del pueblo en los años 80s y 90s.
Hoy en día el pueblo se distingue por tener muchos talentos musicales además del mariachi surgieron grupos que dieron su origen en la casa de la cultura y sus diversos impulsores, hoy en día. La rondalla corazón de tecalitlan ha mantenido el género romántico "si quieres me estoy contigo toda la vida" ha inspirado suspiros besos historias de reconciliación serenatas y noches de ronda. Los mariachis juveniles son el orgullo a nivel nacional con diversos premios a su dedicación y constancia. Los grupos versátiles impulsados por la energía de nuestros jóvenes. 
- Artesanía: productos de talabartería y muebles de madera.

- Gastronomía: destaca la birria, la barbacoa y de sus bebidas el ponche.

### Fiestas
| - Día de la Santa Cruz: el 3 de mayo. - Día de San Isidro: el 15 de mayo. - Día del Sagrado Corazón: el 9 de junio. - Día de San Juan Bautista: el 24 de junio. - Fiesta a San Francisco: el 4 de octubre. | - Día de muertos: el 2 de noviembre. - Fiesta a Santa Gertrudis: el 16 de noviembre. - Fiesta a la Virgen de Guadalupe: del 3 al 12 de diciembre. - Fiestas patrias: el 15 y 16 de septiembre. - Día del charro: el 14 de septiembre. |

Festival de Tecalitlan Los Sones, dio inicio en 2016, en la última semana de septiembre y el 2024 será del 3 al 13 de octubre, este es un gran festival en honor y memoria de Silvestre Vargas, quien dio la fama internacional al Mariachi Vargas De Tecalitlan y el evento es gratis en el jardín principal y se presentan muchos de los mejores mariachis del mundo.

Las fiestas más importantes de Tecalitlán son las de Fiesta a la Virgen de Guadalupe, que inician desde el día 3 al 12 de diciembre. En estas fiestas se celebra a la Virgen de Guadalupe, en la cual se llevan a cabo peregrinaciones en la que participan danzas, carros alegóricos, bandas, gente que desea participar, por las noches en el jardín se realizan varias presentaciones de música, teatro y danza para alegrar las fiestas. Los puntos de reuniones para empezar la peregrinación son según el día que sea y a que barrio corresponde la participación. El día más importante de estas fiestas es el día 10 de diciembre ya que es la velada.     

## Gobierno
Su forma de gobierno es democrática y depende del gobierno estatal y federal; se realizan elecciones cada 3 años, en donde se elige al presidente municipal y su gabinete. El presidente municipal es Martín Larios García, militante de Movimiento Ciudadano (México). Inició sus funciones como Presidente Municipal de Tecalitlán para el periodo 2018-2021 y fue reeligdo para el periodo 2021-2024.
El municipio cuenta con 230 localidades, las más importantes son: Tecalitlán (cabecera municipal), La Purísima, Ahuijullo y Santiago.

### Personas destacadas
- J. Jesús Romeró Serranó, agricultor Italo-mexicano, fue uno de los propetarios mayores de tierras y producción de cañas para la economía de la provincia de Tecalitlán
- Silvestre Vargas Vázquez, músico y fundador del Mariachi Vargas de Tecalitlán
- Miguel Pérez Ponce de León, fundador de Tecalitlán
- Micaela Negrete Vizcarra
- Miguel Barajas
- Ezequiel Gutiérrez Arellano
- Roberto López Macías
- Gonzalo Ochoa
- Magdaleno Mendoza Morales
- Gabriel Hinojosa, hacendado
- Sarah Stewart

## Hermanamientos
La ciudad de Tecalitlán está hermanada con las siguientes ciudades alrededor del mundo
- Calexico, Estados Unidos.[12]